# Парчевский повет
Парчевский повет (пол. Powiat parczewski) — повет (район) в Польше, входит как административная единица в Люблинское воеводство. Центр повета — город Парчев. Занимает площадь 952,62 км². Население — 36 644 человека (на 2005 год).
Состав повята:
- города: Парчев
- городско-сельские гмины: Гмина Парчев
- сельские гмины: Гмина Дембова-Клода, Гмина Яблонь, Гмина Милянув, Гмина Подедвуже, Гмина Семень, Гмина Сосновица

## Демография
Население повета дано на 2005 год.
| Перепись            | Всего  | Всего | Женщины | Женщины | Мужчины | Мужчины |
| ------------------- | ------ | ----- | ------- | ------- | ------- | ------- |
|                     | чел.   | %     | чел.    | %       | чел.    | %       |
| Всего               | 36 644 | 100   | 18 579  | 50,7    | 18 065  | 49,3    |
| Городское население | 10 342 | 100   | 5381    | 52      | 4961    | 48      |
| Сельское население  | 26 302 | 100   | 13 198  | 50,2    | 13 104  | 49,8    |